# Migrationsöverenskommelsen
Migrationsöverenskommelsen är en överenskommelse om migrationspolitiken mellan sex av svenska riksdagens åtta partier som presenterades den 23 oktober 2015 för att hantera flyktingkrisen.

## Bakgrund
Efter riksdagsvalet i Sverige 2014 och regeringskrisen ingick sex av riksdagens åtta partier, regeringspartierna (Socialdemokraterna och Miljöpartiet) och oppositionspartierna i Alliansen (Moderaterna, Centerpartiet, Folkpartiet och Kristdemokraterna), Decemberöverenskommelsen.
Trots att avsikten med decemberöverenskommelsen var att stänga ute Sverigedemokraterna från inflytande var partiets huvudfråga, migration, inte ett av de områden som pekades ut för samarbete och samtal i överenskommelsen. Men 14 dagar efter att decemberöverenskommelsen hade upplösts meddelades den 23 oktober 2015 Migrationsöverenskommelsen där samma sex riksdagspartier hade kommit överens om en 21-punkts åtgärdsplan för att hantera flyktingkrisen som hade uppkommit efter Syriska inbördeskriget, att Islamiska staten utropade sitt kalifat och att närliggande länder som Egypten, Saudiarabien, Israel och Sudan gjorde sin flyktingpolitik mycket mer restriktiv, en process som tog cirka tre år.

## Överenskommelsens 21 punkter
En sammanfattning av de 21 punkterna:
- Kortare handläggningstider för asylansökningar och snabbare avslag avseende ogrundade ansökningar och ansökningar från säkra länder
- Mer utrymme för fler asylsökande på anläggningsboende och borttagen rätt till utrymme och dagersättning för vuxna utan barn efter lagakraftvunnet beslut om av- eller utvisning, med ventil för den som inte kan av- eller utvisas. Regelmässig utskrivning från anläggningsboende när en ny bostad är ordnad.
- Försörjningskrav vid anhöriginvandring av nyetablerade relationer. Undantag för försörjningskravet gäller för anhöriginvandring för medborgare i Sverige, annat EU-land än Sverige, EES-stat, Schweiz och de som bott i Sverige i mer än fyra år.
- Tillfälligt uppehållstillstånd som huvudregel införs under en begränsad tid (3 år). Kvotflyktingar, ensamkommande barn och barnfamiljer omfattas inte.
- Utredning om lagliga vägar. Successivt ökat antalet kvotflyktingar upp till 5000 personer.
- Analysera och se över den dramatiska ökningen av ensamkommande flyktingbarn.
- Sverige ska begära att vara med i den tillfälliga omfördelningen av migranter enligt RIF-rådets beslut den 22 september
- Tidiga insatser under asyltiden där de asylsökande själva i högre utsträckning bidrar till mottagandet och till etableringsprocessen. Svenskundervisning ska ges redan under asyltiden liksom en obligatorisk samhällsorientering.
- Kommuner ska genom en lag kunna tvingas ta emot fler flyktingar (anvisningslagen)
- Möjligheten att införa en utbildningsplikt för de som inte har uppnått grundskolekompetens ska undersökas. Regelförenklingar i lagstiftning och förordningar inom etableringsuppdraget för att underlätta etablering på arbetsmarknaden.
- Utvidgning av möjligheter till YA-jobb, även hos arbetsgivare som inte omfattas av, men med en nivå som motsvarar, kollektivavtal
- Regeringen gör särskilda insatser för att få fram fler praktikplatser både inom privat och offentlig verksamhet
- Utvidgning av RUT-avdraget till att också omfatta trädgårdsarbete, flytt- och IT-tjänster
- Tydligare krav för att erhålla försörjningsstöd och kommunerna ges möjlighet att få uppgifter från Arbetsförmedlingen
- Begränsningar av föräldrapenning för flyktingar
- Tillfälliga lättnader i plan- och byggregleringen genomförs för att snabbt få fram fler bostäder. Fler kommuner ska låta uppföra bostäder för uthyrning till Migrationsverket på långa avtal.
- Friskolor ges samma möjligheter som kommunala skolor att ta emot asylsökande och nyanlända elever. Kommuner ska till större del kunna placera elever i andra skolor än de närliggande. Distansstöd för elever på deras modersmål ska utvecklas.
- Nyanlända med yrkesbakgrund som lärare ska, i de ämnen som de är utbildade för, kunna undervisa elever som talar samma språk. Pensionerade lärare och lärarstudenter ska kunna användas som resurs i undervisningen av nyanlända elever.
- Sverige ska söka pengar från EU-fonder för att underlätta flyktingsituationen
- En engångssumma betalas till kommunerna (10 miljarder), och civilsamhällets organisationer (200 miljoner) under 2015
- Kommuner som både bygger bostäder och tar emot flyktingar kan få stöd för ökat bostadsbyggande: 1,85 miljarder år 2016, 1,8 miljarder år 2017 och därefter till 1,3 miljarder årligen.

## Reaktioner och konsekvenser
Sverigedemokraterna och Vänsterpartiet, som stod utanför överenskommelsen, var båda kritiska till den. Sverigedemokraterna ville ha en mer restriktiv politik och Vänsterpartiet tyckte att den var för restriktiv.
Johan Hakelius kallade överenskommelsen märklig: att "Ståndpunkter som för bara någon månad sedan ansågs ligga nära gränsen för det anständiga, finns nu i den mitt som sex partier har enats om." och att "Det är nästan magiskt och mycket svenskt. Plötsligt viker korridoren av. Det som var suspekt att säga för någon månad sedan, är plötsligt sunt förnuft i åsiktskorridorens mitt." Lena Mellin sade att resultatet av migrationsöverenskommelsen, ett lägre flyktingmottagande, innebar ett problem för Sverigedemokraterna: "De har inte längre monopol på att diskutera de avigsidor som flyktingmottagandet också för med sig."
Vid Vänsterpartiets kongress i maj 2016 hade det inkommit en motion för att avbryta budgetsamarbetet med regeringen om den inte avstod från att strama åt migrationspolitiken, men förslaget röstades ned utan att rösträkning behövdes.
24 november 2015 höll regeringen en presskonferens och presenterade kommande åtstramningar i migrationspolitiken. Förslaget var i vissa avseenden mer restriktivt än överenskommelsen från oktober, bland annat genom att tillfälliga uppehållstillstånd skulle bli det normala även för barn som kommit till Sverige efter presskonferensens datum. I juni 2016 antog Riksdagen en lag om tillfälliga begränsningar i rätten att få uppehållstillstånd i Sverige och i juli 2019 förlängdes lagen i två år med små ändringar.